# Suffolk (circonscription du Parlement européen)
Pour les articles homonymes, voir Suffolk (homonymie).
Suffolk était une circonscription du Parlement européen situé au Royaume-Uni.
Avant l’adoption uniforme de la représentation proportionnelle en 1999, le Royaume-Uni utilisait le système uninominal à un tour pour les élections européennes en Angleterre, en Écosse et au pays de Galles. Les conscriptions du Parlement européen utilisées dans ce système étaient plus petites que les circonscriptions régionales les plus récentes et ne comptaient chacune qu'un seul membre au Parlement européen.
Créé en 1979 pour les premières élections au Parlement européen, il a été aboli en 1994 et remplacé par les circonscriptions du Suffolk and South West Norfolk, Essex North and Suffolk South et Cambridgeshire.

## Limites
Lors de sa création en 1979, il se composait des circonscriptions parlementaires de Bury St Edmunds, Eye, Harwich, Ipswich, Lowestoft et Sudbury and Woodbridge.
Après les modifications des limites de 1984 basées sur les nouvelles circonscriptions parlementaires britanniques créées en 1983, elle se composait des circonscriptions de Central Suffolk, Ipswich, South East Cambridgeshire, South Suffolk, Suffolk Coastal et Waveney. South East Cambridgeshire faisait auparavant partie de Cambridge and Bedfordshire North, tandis que Harwich faisait maintenant partie de l'Essex North East.
La circonscription a été abolie en 1994. Bury St Edmunds, Central Suffolk, Ipswich, Suffolk Coastal and Waveney  sont devenus une partie de la nouvelle circonscription européenne du Suffolk and South West Norfolk. South East Cambridgeshire a été transféré au Cambridgeshire, et le Suffolk South à Essex North and Suffolk South.

## Membre du Parlement européen
| Élection | Élection | Membre                                                                            | Parti                                                                             |
| -------- | -------- | --------------------------------------------------------------------------------- | --------------------------------------------------------------------------------- |
|          | 1979     | Amédée Edward Turner                                                              | Conservateur                                                                      |
| 1994     | 1994     | circonscription abolie, partie du Suffolk and South West Norfolk à partir de 1994 | circonscription abolie, partie du Suffolk and South West Norfolk à partir de 1994 |

## Résultats des élections
Les candidats élus sont indiqués en gras.
| Parti         | Parti                                  | Candidat             | Voix    | %    | ± |
| ------------- | -------------------------------------- | -------------------- | ------- | ---- | - |
|               | Conservateur                           | Amédée Edward Turner | 101,966 | 60,4 | ' |
|               | Travailliste                           | R E Manley           | 45,642  | 27,0 |   |
|               | Liberal                                | Lord Gladwyn         | 21,131  | 12,5 |   |
| Majorité      | Majorité                               | Majorité             | 56,324  | 33,4 |   |
| Participation | Participation                          | Participation        | 168,739 | 32,3 |   |
|               | Conservateur vainqueur (nouveau siège) |                      |         |      |   |

| Parti         | Parti                | Candidat             | Voix    | %    | ±    |
| ------------- | -------------------- | -------------------- | ------- | ---- | ---- |
|               | Conservateur         | Amédée Edward Turner | 88,243  | 54,0 | −6.4 |
|               | Travailliste         | W Moszczynski        | 41,145  | 25,2 | −1.8 |
|               | Liberal              | C L A Leakey         | 34,084  | 20,8 | +8.3 |
| Majorité      | Majorité             | Majorité             | 47,098  | 28,8 | -4.6 |
| Participation | Participation        | Participation        | 163,472 | 31,7 | −0.6 |
|               | Conservateur retenir | Conservateur retenir | Swing   | −2.3 |      |

| Parti         | Parti                | Candidat             | Voix    | %    | ±     |
| ------------- | -------------------- | -------------------- | ------- | ---- | ----- |
|               | Conservateur         | Amédée Edward Turner | 82,481  | 43,6 | −10.4 |
|               | Travailliste         | M D Cornish          | 56,788  | 30,0 | +4.8  |
|               | Green                | A C Slade            | 37,305  | 19,7 | New   |
|               | SLD                  | P R Odell            | 12,660  | 6,7  | −14.1 |
| Majorité      | Majorité             | Majorité             | 25,693  | 13,6 | -15.2 |
| Participation | Participation        | Participation        | 189,234 | 34,4 | +2.7  |
|               | Conservateur retenir | Conservateur retenir | Swing   | −7.6 |       |